# 乌利塞·阿尔德罗万迪
乌利塞·阿尔德罗万迪（英語：Ulisse Aldrovandi，1522年—1605年），文艺复兴时期欧洲意大利博洛尼亚大学自然史的教授与科学家，他曾在博洛尼亚建立了一个植物园。于1574年出版的关于药材的论著即以该园中的植物的研究为其基础。

## 扩展阅读
- Castellani, Carlo. .  1. New York: Charles Scribner's Sons: 108–110. 1970. ISBN 0-684-10114-9.
- Findlen, Paula. . Berkeley: University of California Press. 1994.